# Franco Foda
Franco Foda (ur. 23 kwietnia 1966 w Moguncji) – niemiecki piłkarz włoskiego pochodzenia występujący na pozycji obrońcy, trener piłkarski.

## Kariera klubowa
Franco Foda karierę rozpoczynał jako junior w 1973 roku w klubie SWW Mainz. Potem był graczem 1. FSV Mainz 05 oraz 1. FC Kaiserslautern, do którego ekipy juniorskiej trafił w 1981 roku. Do jego pierwszej drużyny został włączony w 1983 roku. W Bundeslidze zadebiutował 15 października 1983 w przegranym 0–4 meczu z Eintrachtem Brunszwik.
W 1984 roku odszedł do innego pierwszoligowego zespołu – DSC Arminii Bielefeld. 16 lutego 1985 w wygranym 3–0 spotkaniu z Borussią Dortmund strzelił tam pierwszego gola w trakcie gry w Bundeslidze. W sezonie 1984/1985 spadł z klubem do 2. Bundeslidze.
We wrześniu 1985 roku odszedł do pierwszoligowego 1. FC Saarbrücken. Pierwszy ligowy mecz zaliczył tam 21 września 1985 przeciwko Hannoverowi 96 (0–2). W sezonie 1985/1986 spadł z zespołem do 2. Bundesligi. W drużynie z Saarbrücken spędził jeszcze jeden sezon.
W 1987 roku powrócił do 1. FC Kaiserslautern, grającego wówczas w Bundeslidze. W 1990 roku zdobył z klubem Puchar Niemiec. W klubie z Kaiserslautern grał przez trzy sezony. W sumie wystąpił tam w 87 ligowych meczach i zdobył w nich 6 bramek.
W 1990 roku podpisał kontrakt z również pierwszoligowym TSV Bayerem 04 Leverkusen. Zadebiutował tam 11 sierpnia 1990 w zremisowanym 1–1 ligowym spotkaniu z FC Bayernem Monachium. W sezonie 1992/1993 zdobył z zespołem Puchar Niemiec, a w następnym zajął z nim 3. miejsce w lidze.
Latem 1994 roku został graczem VfB Stuttgart. Pierwszy występ w jego barwach w Bundeslidze zanotował 19 sierpnia 1994 przeciwko Hamburgerowi SV (2–1). W ciągu 2,5 roku w spędzonych w klubie ze Stuttgartu zagrał w jego barwach 69 razy. Na początku 1997 roku przeszedł do FC Basel 1893 ze Szwajcarii. Po zakończeniu sezonu 1996/1997 przeniósł się do SK Sturm Graz z Austrii. W 1998 roku zdobył z nim mistrzostwo Austrii. Rok później ponownie zdobył ze Sturmem mistrzostwo Austrii. Sięgnął z nim także po Puchar Austrii oraz Superpuchar Austrii. Natomiast w 2000 roku wywalczył ze Sturmem wicemistrzostwo Austrii.

## Kariera reprezentacyjna
Franco Foda rozegrał dwa spotkania w reprezentacji Niemiec Zachodnich. Zadebiutował w niej 12 sierpnia 1987 w zremisowanym 1–1 towarzyskim meczu z reprezentacją Brazylii. Po raz drugi w drużynie narodowej wystąpił 16 grudnia 1987 w przegranym 0–1 towarzyskim spotkaniu z reprezentacją Argentyny.

## Kariera trenerska
Po zakończeniu kariery w 2001 roku, Franco Foda został trenerem amatorskiej drużyny SK Sturm Graz. Rok później został asystentem trenera pierwszej drużynie, a w 2003 roku jej trenerem. Funkcję tę pełnił przez krótki czas, a potem powrócił do trenowania amatorów Sturmu. W latach 2006–2012 ponownie był szkoleniowcem pierwszej drużyny Sturmu. W sezonie 2012/2013 prowadził 1. FC Kaiserslautern, a w 2014 roku wrócił do Sturmu.